# Château Lafite Rothschild

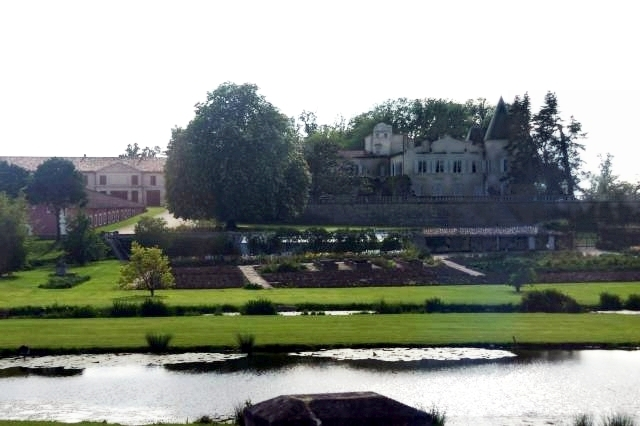
Château Lafite Rothschild (2006)

Das Château Lafite Rothschild in Pauillac im Médoc bei Bordeaux ist eines der berühmtesten Châteaus (Weingüter) der Welt. Das Gut verfügt über 178 Hektar Landbesitz, von denen 103 Hektar dem Weinbau gewidmet sind. Es wird seit März 2018 von Saskia de Rothschild, der Tochter von Éric de Rothschild, geleitet.

## Inhaber und Klassifikation
Das Gut ist im Besitz des französischen Zweiges der Bankiersfamilie Rothschild. Bei der Bewertung der Weingüter von Bordeaux anlässlich der Weltausstellung in Paris 1855 wurde die herausragende Stellung von Lafite Rothschild mit dem Rang eines Premier Cru Classé gekrönt.
Diese Bewertung erfolgte entlang der in Handelskreisen langjährig geführten Ranglisten, nach erzielbaren Verkaufspreisen der Weine. In diesen Listen belegte Lafite Rothschild lange den ersten Platz.
Außer Lafite Rothschild in Pauillac fanden sich in der offiziellen Klassifikation von 1855 nur die Güter Château Latour im gleichen Ort, Château Haut-Brion in Pessac und das Château Margaux in Margaux als Premier-Cru-Weingüter.
Das Weingut Lafite Rothschild hat als Besonderheit die Berechtigung, abseits der Orts-Appellation Pauillac eine kleine Fläche von 4,5 Hektar aus der Nachbargemeinde Saint-Estèphe mit verschneiden zu dürfen.

## Lage
Das Gut liegt in Pauillac im Norden, unmittelbar an der Gemeindegrenze zu Saint-Estèphe im Tal vor der Anhöhe und neben dem ehemaligen Schwestergut Château Mouton-Rothschild, an der „Route du Vin“, der Départementstraße No. 2.
Die Rebflächen von Château Lafite Rothschild als auch die des weiter südlich gelegenen Château Mouton-Rothschild liegen auf einer bis zu 30 Meter hohen Kuppe. Die mehr als 8 m mächtige Kiesauflage dieser Kuppe ruht auf einem Kalksockel. Dieser Deckenschotter stammt aus Ablagerungen der nahegelegenen Gironde, die zu Ende der Günz-Kaltzeit aus den Pyrenäen fluvoglazial angeschwemmt wurden.
Auf diesem Boden gedeiht die Rebsorte Cabernet Sauvignon vorzüglich. Neben der Tatsache, dass es sich um einen ausgesprochen kargen Boden handelt und die Erträge somit auf natürliche Weise reduziert sind, trägt der durch den Kies begünstigte Wärmehaushalt der Rebfläche zu einer früheren Reife der Rebsorte bei. Durch die mächtige Kiesauflage ist die Rebpflanze gezwungen, die Wurzeln sehr tief in den Boden zu treiben; das Angebot der Nährstoffe ist dabei vielfältiger und beeinflusst in geringem Maße die Aromenvielfalt des Weins. Die Rebparzellen von Lafite Rothschild verfügen darüber hinaus über eine hervorragende Drainage zur Jalle du Breuil hin. Die Jalle du Breuil wurde im Mittelalter von Holländern angelegt, um das damals sumpfige Médoc trockenzulegen.

## Wein

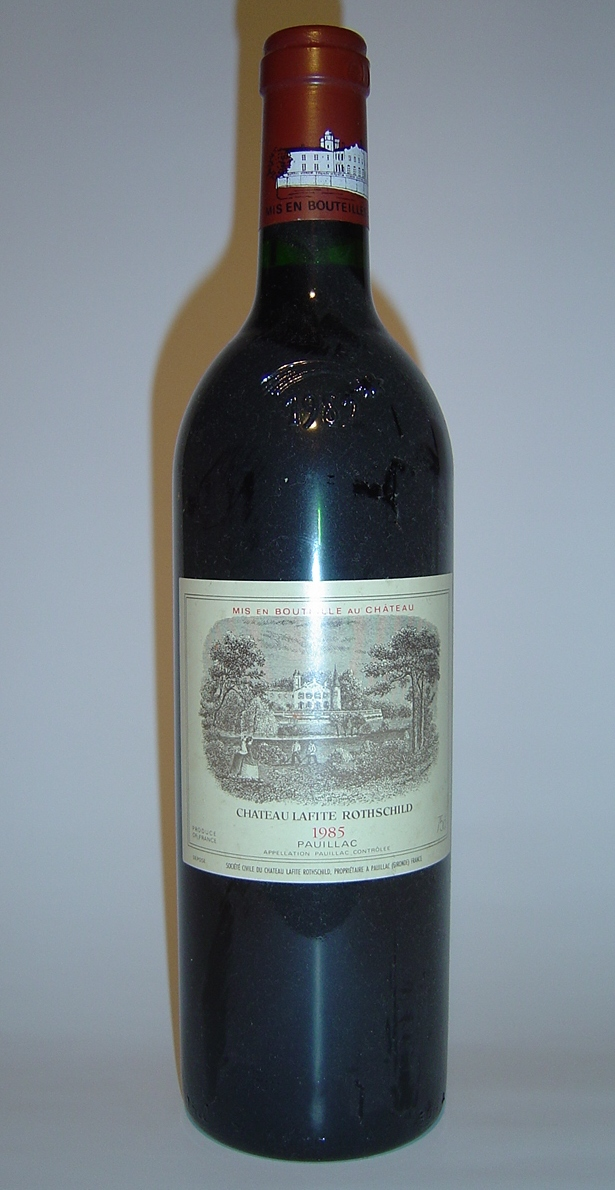
1985er Château Lafite Rothschild

Die Rebfläche beträgt 103 ha; sie ist zu 71 % mit Cabernet Sauvignon bestockt, zu 25 % mit Merlot, zu 3 % mit Cabernet Franc und zu 1 % mit Petit Verdot. Das durchschnittliche Alter der Reben beträgt 30 Jahre. Da der Wein aus Reben, die jünger als 10 Jahre sind (aktuell ca. 20 Hektar), nicht in den Grand Vin eingeht, beträgt das Durchschnittsalter der Reben für den Erstwein 40 Jahre. Die Parzelle la Gravière wurde im Jahr 1886 bepflanzt und war im Jahr 2001 immer noch in Ertrag. Das Weingut produziert in normalen Jahren einschließlich des Zweitweines „Carruades de Lafite“ etwa 500.000 Flaschen Wein. Château Lafite Rothschild wird vom Önologen Jacques Boissenot (gestorben 2014) sowie dessen Sohn Eric begleitet und beraten.
Lafite hat eine jahrhundertelange Reputation für Höchstklassewein, der das Gut jedoch im 20. Jahrhundert nicht jederzeit gerecht wurde. Erst seit den 1980er Jahren erzeugt es beständig wieder Spitzenweine. Die besten Weine wurden von dem Weinkritiker Robert Parker mit vollen 100 Parker-Punkten ausgezeichnet: die Jahrgänge 1953, 1982 (im Juni 2009 auf 97+ PP herabgestuft), 1986, 1996, 2000, 2003 und 2008 (98–100 PP). Der Wein des Jahres 1959 (99 PP) hat einen exzellenten Ruf. Er wird in ganz seltenen Fällen im Handel zu vierstelligen Preisen offeriert (Stand 2007: ca. 1.690 Euro). Es gibt Weinkenner, die auf die letzten Lafite-Jahrgänge vor der Reblaus-Katastrophe schwören und bereit sind, für eine Flasche Lafite vor 1875 je nach Jahrgang vereinzelt fünfstellige Euro-Preise zu zahlen.
Eine Flasche des Jahrgangs 1899 wurde im Mai 2007 im Pariser Kaufhaus „Galeries Lafayette“ für 8385 Euro zum Kauf angeboten.

## Geschichte
Unabhängig von einer Datierung des Besitzes lässt sich der Name Lafite urkundlich bis in das Jahr 1234 zurückverfolgen. Gombaud de Lafite war damals Abt des Klosters von Vertheuil nördlich von Pauillac. Darüber hinaus lässt sich bis in das 14. Jahrhundert die Lehnsherrschaft der Seigneurie de La Fitte zurückverfolgen. Der Name lässt sich auf den Ausdruck la hite zurückführen, der im Dialekt der Gascogne Hügel bedeutet.
Belegt ist, dass ein Teil des heutigen Grundbesitzes im 17. Jahrhundert dem Lehnsherrn von la Fitte Joseph (Saubat) de Pommiers gehörte. Als dieser um das Jahr 1670 starb, ging der Besitz an seine Ehefrau Jeanne de Gasq über, da die Ehe kinderlos blieb. Jeanne heiratete im Jahr 1670 den Lehnsherrn von Bègles, Jacques de Ségur. Unter seiner Führung wurden die landwirtschaftlichen Nutzflächen des Gutes zum Teil in Rebflächen umgewandelt.
Alexandre de Ségur, zweiter Sohn der Ehe zwischen Jaques und Jeanne, heiratete im Jahr 1695 Marie-Thérèse de Clauzel, Alleinerbin von Château Latour. Mit dieser Liaison begann eine Ära, in der die Familie Ségur mit Lafite, Latour, Château Phélan Ségur sowie kurzzeitig auch Château Mouton ein beeindruckendes Portfolio an erstklassigen Weingütern besaß. Der im Jahr 1697 geborene Nicolas-Alexandre de Ségur stieg nachweislich im Jahr 1716 in das Familienunternehmen ein. Der später als Prince des Vignes (franz.: Prinz der Weinfelder) bekannt gewordene Nicolas-Alexandre machte den Wein europaweit bekannt.
In den Geschäftsbüchern des Weingutes ist überliefert, dass Großbritanniens erster Premierminister Robert Walpole in den Jahren 1732–1733 viermal pro Jahr je ein Barrique Wein bei Lafite orderte. Louis François Armand de Vignerot du Plessis, seit 1745 Marschall von Frankreich, machte den Wein auch am königlichen Hof von Versailles bekannt.
Nach dem Tod von Nicolas-Alexandre de Ségur, der von Ludwig XV. zum Marquis ernannt wurde, ging der Besitz an seine vier Töchter über. Lafite wurde an Marie-Thérèse vererbt, die Aléxandre de Ségur-Calon heiratete. Deren Sohn Nicolas Marie Alexandre de Ségur erbte schließlich das Weingut, musste es jedoch aufgrund einer erdrückenden Schuldenlast im Jahr 1784 veräußern. Nachdem ein Herr de Monthieu zwischenzeitlich als Käufer auftrat, ging das Gut kaum zwei Jahre später an den Präsidenten des Parlements von Bordeaux, Nicolas Pierre de Pichard. Er stand der Familie de Ségur nahe, so dass diese ihren Einfluss auf das Gut weiterhin ausüben konnte. Während der Französischen Revolution wurde de Pichard am 30. Juni 1794 hingerichtet und das Gut in Staatseigentum überführt. In einem Schreiben vom 24. Mai 1787 bescheinigt Thomas Jefferson den Weinen den Rang eines premier Cru.
Am 12. September 1794 wurde eine öffentliche Versteigerung durchgeführt. Château Lafite ging an den Holländer Jean de Witt. De Witt überließ die technische Leitung Joseph Goudal, der das Gut trotz mehrfacher späterer Besitzerwechsel die nächsten Jahrzehnte leitete. De Witt musste aber bereits im Jahr 1800 das Gut an die drei Holländer Baron Jean Arend de Vos Van Steenvwyck, Othon Guillaume Jean Berg und Jean Goll de Franckenstein verkaufen.
Im Jahr 1816 ging das Gut an die Familie Vanlerberghe. Ignace-Joseph Vanlerberghe war ein bedeutender Getreidehändler und wichtiger Lieferant der französischen Armee. Verheiratet war er mit Barbe-Rosalie Lemaire. Als ihr Ehemann im Jahr 1821 verstarb, verkaufte sie das Gut an den britischen Bankier Samuel Scott. Bis in das Jahr 1867 leitete erst Samuel Scott und später dessen Sohn das Weingut, während sie zunächst Joseph Goudal und ab 1834 dessen Sohn Monplaisir Goudal die Leitung des Tagesgeschäfts überließen. Als im Jahr 1866 die Nachfolgeregelung von Aimé-Eugène Vanlerberghe (Sohn von Ignace-Joseph und Barbe-Rosalie) anstand, stellte sich heraus, dass Château Lafite weiterhin der Familie Vanlerberghe gehörte und der Verkauf im Jahr 1821 rein fiktiver Art war, um dem französischen Gesetz der Erbteilung zu entgehen. Samuel Scott war als Hausbankier der Familie Vanlenberghe lediglich als Strohmann vorgeschickt worden und deckte so die Absichten der Familie. Der Besitz ging entgegen den ursprünglichen Absichten von Barbe-Rosalie Lemaire dennoch an die drei Schwestern von Aimé-Eugène, Comtesse de Villoutreys, Comtesse de Cornudet und Comtesse Duchâtel. Die drei Familien einigten sich schließlich auf eine öffentliche Versteigerung des Gutes, die am 8. August 1868 abgeschlossen wurde. Käufer war James Mayer Rothschild; die Gebotssumme lag bei 4,4 Millionen Francs.

### Die Ära Rothschild
Bereits am 11. Mai 1853 hatte Nathaniel de Rothschild, Neffe und Schwiegersohn von James Mayer, das benachbarte Château Mouton-Rothschild erworben. Über die wahren Absichten des Kaufs von James Mayer wurde viel spekuliert. Die wahrscheinlichste scheint zu sein, dass er das Weingut als hervorragendes Renditeobjekt ansah. Château Lafite wurde zum Anlass der Weltausstellung 1855 in den Rang eines Premier Grand Cru eingestuft und bestätigte damit die bereits 1815 veröffentlichte Einstufung von Abraham Lawton. Den Geschäftsbüchern von Lafite kann man entnehmen, dass die Verkaufspreise der Weine in der Folge regelrecht explodierten, und die Preise des superben Jahrgangs 1868 sollten ein Jahrhundert lang nicht mehr übertroffen werden.
James Mayer starb bereits drei Monate nach dem Erwerb. Die Leitung des Weingutes übernahmen seine drei Söhne Alphonse, Gustave und Edmond. Die generelle Blütezeit der Médoc-Weine sollte schließlich noch fast 15 Jahre anhalten, wurde jedoch durch Mehltau, Reblaus und später durch die Kriegswirren und die Weltwirtschaftskrise der 1930er Jahre vielfach unterbrochen. Zwischen 1882 und 1915 wurden etliche Jahrgänge aus Qualitätsgründen nicht abgefüllt. Während des Zweiten Weltkriegs wurde das Weingut ab Juni 1940 von der deutschen Wehrmacht besetzt, und es wird berichtet, Hermann Göring hätte das renommierte Gut gerne besessen. Die Besitztümer der Familie Rothschild wurden beschlagnahmt, und Château Lafite wurde im Jahr 1942 in eine Landwirtschaftsschule umgewandelt.
Nach dem Krieg konnte der Enkel von Gustave, Baron Élie de Rothschild, das teils zerstörte Gut, mittlerweile unter dem Namen Lafite Rothschild, zurückgewinnen. Beflügelt durch die drei außergewöhnlich guten Jahrgänge 1945, 1947 und 1949 begann er mit einer ganzen Reihe von Instandsetzungsmaßnahmen an den Gebäuden und in den Weinfeldern.
Anfang der 1960er Jahre fruchteten die Verkaufsbemühungen des bordelaiser Weinhandels, da sich neue Märkte, insbesondere der Markt der Vereinigten Staaten öffneten. Zu Anfang der 1970er Jahre produzierte man jedoch zu tanninreiche Weine, die sich später nicht harmonisch entwickelten. Ab dem Jahr 1974 wurde Élie auf dem Gut von seinem Neffen Éric de Rothschild unterstützt. Eric intensivierte die Investitionen und tauschte das technische Personal aus. Im Jahr 1987 investierte er in einen 2.200 Barriques fassenden kreisrunden Fasskeller, der vom katalanischen Architekten Ricardo Bofill entworfen wurde.
Über die zu Château Lafite Rothschild gehörende Gesellschaft Domaines Barons de Rothschild (DBR) mit Sitz in Bordeaux, hat Baron Éric de Rothschild im Laufe der Jahre mehrere Weinbauunternehmen in Frankreich (Château Rieussec (1984), Château Paradis Casseuil (1984), Château l’Évangile (1990), Domaine d’Aussieres (1999)) und in Übersee (Viña Los Vascos (1988), Weinberge auf der Halbinsel Penglai in der Provinz Shandong in China (2008)) erworben. Zusätzlich besitzt DBR seit 1962 das Château Duhart-Milon-Rothschild und vertreibt seit 1993 die Weine des Baron Benjamin de Rothschild gehörenden Weingutes Château Peyre-Lebade. Außerdem ist DBR verantwortlich für das Management von Château Lafite Rothschild und für das Marketing und den Vertrieb seines Weins.